# Supercoppa bulgara (pallavolo femminile)
La Supercoppa bulgara è un trofeo per squadre di club bulgare organizzato dalla Federazione pallavolistica della Bulgaria.

## Albo d'oro
| 2015 Dettagli                                    | Stara Zagora | Marica | 3 - 1 | Levski Sofia |
| Dal 2016 la manifestazione non è stata disputata |              |        |       |              |

## Palmarès
| Squadra | Titolo | Stagione |
| ------- | ------ | -------- |
| Marica  | 1      | 2015     |